# Ommane
De Ommane is een berg behorende bij de gemeente Luster in de provincie Sogn og Fjordane in Noorwegen. De berg, gelegen in Nationaal park Jotunheimen, heeft een hoogte van 1771 meter.
De Ommane is onderdeel van het gebergte Hurrungane.